# Wesley David
Wesley David de Oliveira Andrade, mais conhecido como Wesley Gasolina ou simplesmente Wesley (Retirolândia, 13 de março de 2000), é um futebolista brasileiro que atua como lateral-direito. Atualmente defende o Athletic.

## Carreira

### Flamengo
Revelado pelas categorias de base do Flamengo, Wesley surgiu como uma das principais promessas do rubro-negro, destacado por sua velocidade e qualidade na bola parada. Porém, em abril de 2019, encaminhou sua saída para o futebol europeu, de maneira a deixar grande parte da torcida do clube carioca enfurecida.

### Hellas Verona
Em abril de 2019, foi anunciado pelo Hellas Verona.

### Juventus
Um ano depois de fechar com o Hellas Verona, chamou a atenção da Juventus, que fechou a contratação de Wesley. Inicialmente, o atleta passou a integrar a equipe B, mas posteriormente passou a fazer parte do plantel principal.

#### Empréstimo ao Sion
Em fevereiro de 2021, Wesley foi emprestado ao Sion. Em abril de 2022, ao fim de seu contrato, foi devolvido para a Juventus.

### Cruzeiro
Em agosto de 2022, Wesley foi contratado pelo Cruzeiro. O atleta assinou contrato até o final do ano de 2024, e teve 50% dos seus direitos econômicos comprados pela Raposa.
Em 9 de dezembro de 2024, o Cruzeiro anunciou que não iria renovar o contrato com o jogador.

### Athletic
Em 29 de dezembro de 2024, o Athletic anunciou a contratação do jogador.

## Títulos
Juventus U23
- Coppa Italia Serie C: 2019–20

Juventus
- Coppa Italia: 2020–21

Cruzeiro
- Campeonato Brasileiro Série B: 2022

Athletic-MG
- Taça Inconfidência: 2025

Brazil U15
- Sul-Americano Sub-15: 2015

Brazil U17
- Sul-Americano Sub-17: 2017